# Eric A. Meyer
Pour les articles homonymes, voir Meyer et Éric Meyer.
Eric Meyer est un consultant en conception de sites web et auteur américain. Il est surtout connu pour son travail de plaidoyer en faveur des normes Web, notamment les feuilles de style en cascade (CSS), une technique de gestion de l'affichage du HTML. Meyer a écrit un certain nombre de livres et d'articles sur le CSS et fait de nombreuses présentations pour promouvoir son utilisation.

## Vie privée
Meyer est diplômé de l'Université Case Western Reserve (CWRU) en 1992 avec un Bachelor of Arts en histoire et des matières secondaires concernant l'intelligence artificielle, en astronomie et en anglais.
Il est marié à Kathryn Meyer (née Fradkin) et est père de trois enfants Carolyn, Rebecca et Joshua Meyer. En 2014, sa deuxième fille Rebecca Alison Meyer décède d'une tumeur au cerveau à l'âge de six ans,. La couleur hexadécimale #663399  a été nommée « rebeccapurple » et ajoutée à la liste des couleurs CSS en sa mémoire,.

## Carrière
De 1992 à 2000, Meyer est employé comme gestionnaire de systèmes hypermédia à CWRU. En 1998, il développe la suite de tests CSS1 historique avec l'aide d'autres bénévoles, permettant aux implémenteurs CSS de tester leur logiciel et de résoudre ses problèmes de rendu. Meyer rejoint le Web Standards Project la même année et devient cofondateur de CSS Samurai, officiellement connu sous le nom de CSS Action Committee, un groupe de défense qui travaille avec des fournisseurs de navigateurs pour améliorer le support CSS dans leurs produits.
Chroniqueur depuis 1997, auteur de livres et conférencier sur le CSS depuis 2000, Meyer atteint le statut de célébrité dans le domaine de la conception Web.
En 2001, il rejoint Netscape en tant que gestionnaire d'applications Internet et reste dans l'entreprise jusqu'en 2003.
Meyer est actuellement consultant pour Complex Spiral Consulting ainsi que membre fondateur du Global Multimedia Protocols Group.
Le 28 juillet 2005, le format et le logiciel S5 sont placés dans le domaine public par Eric Meyer.
En 2008, Meyer a pris en charge une proposition de Microsoft pour Internet Explorer 8 relative aux modes de compatibilité descendante pour le rendu de code HTML non valide et d'autres balises.